# Никольская церковь (Нестиары)
Церковь Николая Чудотворца — действующая православная церковь в селе Нестиары Воскресенского района.

## История
Строительство церкви закончилось в августе 1859 года. Она была построена владельцем этих земель — помещиком Николаем Яковлевичем Стобеусом (1812—1858).
Проект был разработан архитекторами Афанасием Турмышевым и Николаем Ужумедским-Грицевичем. За основу взяты проекты академика Константина Тона: храм «кораблем» с односветным четвериком, трехлопастными фасадами и позакомарной кровлей. Четверик венчает крупная световая ротонда с луковичной главой. Над главным западным входом возвышается трехъярусная шатровая колокольня.
Архитектура храма представляет собой замечательный образец эклектики, в котором элементы классицизма (русты на фасадах, большие полуциркульные окна, треугольные фронтоны и сандрики) сочетаются с приемами древнерусского зодчества (шатер колокольни, пятиглавие четверика). Оригинальностью отличаются плоскостные украшения фасадов в виде строгих геометрических орнаментов.
Приход был закрыт в конце 1930-х годов. Здание было передано под колхозный склад и постепенно разрушалось. В конце XX века в результате пожара были утрачены главы храмовой части, шатер колокольни, перекрытие и крыша трапезной.

### Восстановление
В 2006 году церковь была передана Нижегородской епархии. Приход входит в состав Воскресенского благочиннического округа.
Восстановление ведётся по проекту, соответствующему виду храма во второй половине XIX века.
К декабрю 2008 года была сварена конструкция большого купола и предстояла её установка, сооружена кровля над трапезной, закончена черепичная кладка четверика и вычинка малых глав.
Летом 2009 года завершалась вычинка кирпича на колокольне. К этому времени пять куполов уже были обшиты медью, а два барабана — металлом. В конце августа на колокольню был установлен первый крест. Всего на нижегородском заводе «Буревестник» из стального пласта были вырезаны десять крестов. После золочения пять из них будут установлены на центральный купол и ещё четыре — на колокольню. Средства на отливку и золочение крестов выделили Эдуард Франков и Михаил Петров. 18—19 октября остальные кресты были освящены благочинным и установлены на храм.
В 2011 году было совершено первое за десятилетия архиерейское богослужение. К этому времени были завершены реставрационные работы препятствующие разрушению здания, предстояли работы по восстановлению интерьера.

## Настоятели
- С 25 сентября 2009 года — иерей Кирилл Бакутов[7][8].
- С 24 июня 2011 года — иерей Павел Нестеров[9].